# Kristaps Dārgais
Kristaps Dārgais (ur. 29 sierpnia 1990) – łotewski koszykarz, występujący na pozycjach rzucającego obrońcy lub niskiego skrzydłowego oraz profesjonalny dunker (członek składu Dunk Elite), obecnie zawodnik BK Ogre.
W 2012 pokonał w Rydze mistrza wsadów NBA z tego samego roku Jeremy'ego Evansa, wygrywając 3000 euro.
W 2013, podczas konkursu wsadów FIBA 3x3 World Tour Prague Masters Dunk został pokonany przez mistrza wsadów PLK z 2011 – Łukasza Biednego.

## Osiągnięcia
Stan na 3 maja 2022, na podstawie, o ile nie zaznaczono inaczej.

### Drużynowe
- Wicemistrz ligi łotewsko-estońskiej (2019)
- Brąz ligi łotewsko-estońskiej (2021)
- Uczestnik rozgrywek Ligi Bałtyckiej (2013–2018)

### Indywidualne
(* – nagrody przyznane przez portal eurobasket.com)
- MVP:
  - sezonu ligi łotewsko-estońskiej (2022)[3]
  - meczu gwiazd ligi łotewskiej (2014)[4]
  - miesiąca ligi łotewsko-estońskiej (październik 2019)[5]
- Uczestnik meczu gwiazd ligi łotewskiej (2012, 2014, 2015, 2016)[6][4][7][8]
- Zaliczony do:
  - I składu zawodników:
    - ligi łotewsko-estońskiej (2022)[3]
    - krajowych ligi łotewskiej (2012)*[6]
    - europejskich ligi łotewsko-estońskiej (2019)*[9]

  - II składu ligi*:
    - łotewskiej (2014)[4]
    - łotewsko-estońskiej (2019)[9]

  - składu honorable mention ligi łotewskiej (2012, 2016)*[6][8]
- Zwycięzca konkursu wsadów:
  - ligi łotewskiej (2011, 2012, 2013, 2015, 2016, 2019)[6][8][9]
  - 3x3 FIBA All-Stars (2013)[10]
  - Midnight Madness Dunk Contest (2015)[11]
  - Adidas Slam Dunk Contest (2013)[12]
  - Shutupandplay Slam Dunk Contest w Kolonii (2015)
  - FIBA 3x3 World Tour - Manila Masters (2014)
  - 3x3 EuroTour w Kopenhadze (2014)
- Wicemistrz konkursu wsadów International Street Basketball Cup „Moscow Open” (2012)[13]
- Srebrny medalista konkursu wsadów podczas FIBA 3x3 World Tour w:
  - Pradze (2019)
  - Debreczynie (2017)
- Brązowy medalista konkursu wsadów podczas:
  - mistrzostw świata FIBA 3x3 World Cup w Amsterdamie (2019)[14]
  - FIBA 3x3 World Tour w Chengdu (2019)
- Lider ligi łotewskiej w zbiórkach (2019, 2022)[9]